# Manetão

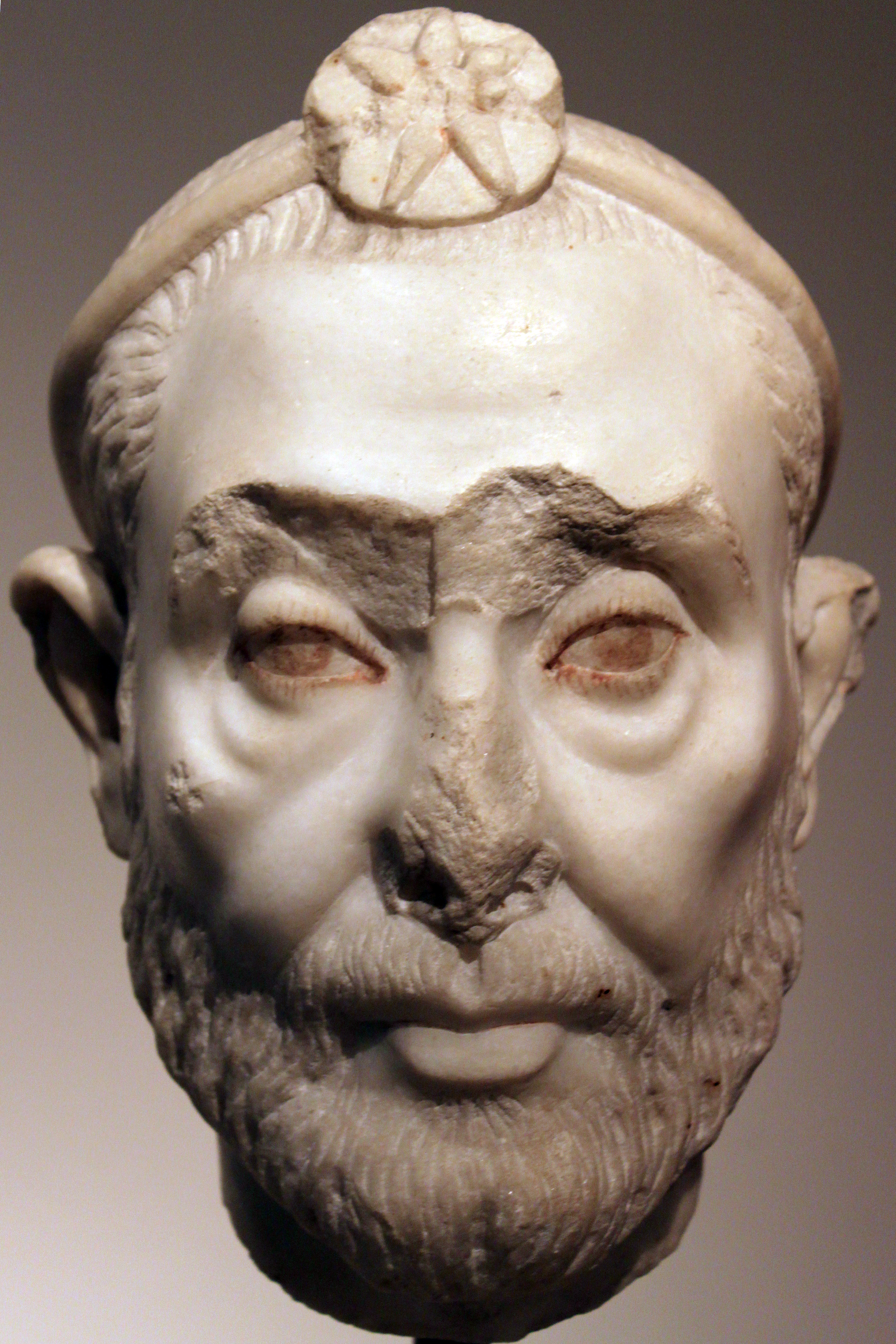
Plutarco ligou Manetão ao culto ptolomaico de Serápis; este é o busto de um sacerdote anônimo de Serápis — Museu Antigo, em Berlim

Manetão (em grego clássico: Μανέθων ou Μανέθως; romaniz.: Manéthōn ou Manéthōs) ou Mâneto foi um historiador e sacerdote egípcio natural de Sebenito (em egípcio:  Tjebnutjer) que viveu durante a era ptolemaica durante aproximadamente o século III a.C. Uma teoria alternativa postula que ele seria natural de Roma, e teria escrito sua obra por volta de 100 d.C.
Manetão teria escrito a Egiptíaca (História do Egito), em grego e aparentemente encorajado pelo primeiro Ptolemeu ou o seu sucessor Ptolemeu Filadelfo. A obra tem grande interesse para egiptólogos, e frequentemente é utilizada como marco de referência para a cronologia dos faraós. Embora o texto original foi perdido, a alusão mais antiga foi feita pelo historiador judeu Flávio Josefo em sua obra Contra Apião.